# The Wonderful 101
『The Wonderful 101』（ザ・ワンダフル ワン・オー・ワン）は、プラチナゲームズが開発し任天堂より2013年8月24日に発売されたWii U用ゲームソフト。ジャンルはアクションゲーム。ヨーロッパでは同年8月23日、アメリカでは同年9月15日に発売。
2020年6月11日（日本国内向け）には画質を向上させ、ゲームバランスも再調整された『The Wonderful 101:Remastered』（ザ・ワンダフル ワン・オー・ワン:リマスタード）がプラチナゲームズ初の単独パブリッシングタイトルとしてNintendo Switch、PlayStation 4、Steam向けに発売された。
ゲームに登場するヒーローは「100人」なのに対しタイトルは「101」であるが、これには「101人目のヒーローはプレイヤー自身である」という意味に加え、シナリオにも深く関わっている。

## 概要
最初プラチナゲームズの三並達也から、世界中のゲームのキャラクターを登場させる企画を出してほしいと頼まれた神谷英樹は、迷った末全員一度にゲームに出すという考えにたどり着いた。この計画は実現しなかったものの、のちに神谷はヒーローものをモチーフにした、100人のキャラクターが登場するゲームを思いついた。
ユナイト・モーフはレオ・レオニの『スイミー』や木村泰子の『かいぶつになっちゃった』といった絵本がモチーフになっており、アメリカン・コミックのような作風が強い一方、『秘密戦隊ゴレンジャー』やガッチャマンといった日本の特撮やアニメのヒーロー像を意識しており、『パンチアウト!!』や『スペースハリアー』といった1980年代のクラシックゲームのパロディも盛り込まれている。
このため、神谷は「このゲームのターゲットは？」と聞かれ「俺です」と答えている。なお、本作には神谷をモチーフにしたキャラ「ワンダ・ディレクター」と新人研修中に書いた企画書『戦え！ポーズマン』の「ポーズマン」が登場する。
また、このゲームのステージの難易度は幅広いが、ステージごとに難易度を変えることも可能である。さらに、本作には時々プラチナゲームズの社章が登場する場面がある。

## ストーリー
40年前、銀河の果てより突如として地球に襲来した侵略軍「ゲスジャーク星団連合無敵艦隊」によって人類は滅亡の危機に立たされた。これに対抗すべく人類は地球連合秘密防衛機構「センチネルズ」を設立し、2度に渡るゲスジャークの襲撃に立ち向かい、退けることに成功する。
そして現在、過去二度に渡って地球を襲ったゲスジャークは20年の沈黙を破り、3度目の地球侵略を開始した。センチネルズは戦力をバージン・ビクトリー号に一極集中させ、各戦地の敵を迅速に殲滅する一掃作戦「プロジェクト・スティンガー」を決行。世界中に散らばる100の支部へ特務戦闘兵「ワンダフル・ワン」全員の非常招集を発令した。
人知を超えた100人（+プレイヤー）のヒーロー達は団結し、力を合わせて心と体を一つにして侵略者に立ち向かう。

## 用語
ワンダフル・ワンダブルオー
地球連合秘密防衛機構「センチネルズ」に所属する100人の「ワンダフル・ワン」からなるヒーローチーム。普段は世界中の100の支部に散らばって活動しており、今作戦では一堂に会することになる。ただし、最初は隊長のワンダ・レッド含め20名しか集まっておらず、残りはミッション中に随時合流していく事となる。
「他人に正体を決して明かしてはならない」「殉職してもその名を後世に残してはならない」という規則がセンチネルズから言い渡されている。
センチネル・スーツ
高密度バイオメタルファイバーで作られたワンダフル・ワンの戦闘服。ワンダ・ペンダントに思念波を送ることで0.000000003秒で展開、装着することができる。スタッフのMiiverseへの投稿によると、ダメージを熱エネルギーに変換して逃がしているという裏設定があり、そのためスーツが破壊されると行き場を失った熱により耐熱処理の施された下着を除いて服が焼けて消滅してしまうのだという。
シロガネ・ドライブ
シロガネ博士の開発した、センチネル・スーツに無限にエネルギーを供給することのできる新世代エネルギー炉。ワンダブルオー隊員は胸部にワンダ・ペンダントとして装着しており、裏面にはカスタム・ブロックを装備できる（後述）。
バージン・ビクトリー号
今作戦におけるワンダフル・ワンダブルオーの母艦。一部ステージではこの艦を操作するシューティングステージも存在する。深海や宇宙空間での活動も可能で、敵艦に特攻しても破壊されないほど頑丈である。
ワンダフル・マート
地上におけるワンダブルオーの活動拠点のコンビニエンスストア。緊急時に備え各地の地中に隠されており、中にはある人物の体内にナノマシンとして送り込まれたり、飛来して現れるタイプも存在する。中継地点としての役割を持っており、ボスステージ以外ではこの施設に辿りつくことでステージクリアとなる。コンビニなので当然買い物もでき、消費アイテムやカスタムブロック、特殊なユナイトモーフやスキルを購入できる。
地球防衛軍「ガイア・ディフェンス・アーミー」
通称「GDA」。ワンダブルオーと共にゲスジャークと戦闘を繰り広げている軍隊。ゲスジャークの圧倒的な戦力には及ばないものの、戦闘機を足場に使わせる等ワンダブルオーの戦闘の援護をしたり、残された兵器をワンダブルオーが利用したりする。
マザー・プラチナム
地球連合秘密防衛機構「センチネルズ」のマザーコンピューターで、後述のマルガリータやシロガネ・コメットの制御管理を担っている。
マルガリータ
地球全体をプラズマレイヤーで包み、敵艦隊を宇宙空間に食い止める対侵略者ハイパープラズマシールド。発生装置「スーパーリアクター」は世界各地にある5つの女神像に内蔵されており、今作戦の主なミッションは敵幹部から女神像を防衛し、後述のシロガネ・コメットが兵器運用できる地球に最接近する距離まで時間を稼ぐことである。
シロガネ・コメット
シロガネ博士の開発した、周期彗星に擬態した対ゲスジャーク用粒子砲で、今回の作戦で地球に近づき本来の兵器運用ができるようになるので、これを用いてゲスジャークを殲滅する算段である。
ゲスジャーク
40年前に突如現れ、20年周期で地球へ侵攻する宇宙人艦隊。ランボー曰く正式名称は「ギルド・オブ・イーブル・エイリアンズ・テロライジング・ヒューマン・ウィズ・ジゴワット・ボム・エナジービーム・レイガン・アンド・キラーレーザー」。全人類の抹殺のみを目的としており、その戦力は地球上の全戦力の10倍とされている。土偶や古墳がモチーフとなっており、これは「太古の地球に来て文明に影響を与えた」という超古代文明的な設定のためである。
カクレーガ
難易度ノーマル以上だとボスステージ以外のステージで登場するゲスジャークのアジト。任意で入ることができ、隊員数や能力を制限された上で特殊なミッションに挑戦することになる。発見及びクリアが隠し要素解禁の条件になっているが、普通に見つかりづらい場所にあるだけのもあれば特定の手順を踏まないと出現しないものまであり、全て見つけ出すのは困難である。

## システム
ワンダ・ライナー
Wii U GamePadおよびRスティックでワンダ・エナジーによって結合された強靭な隊列を生成する技。隊列で図形を書くことにより後述のユナイト・モーフを形成することができる。また、一般市民や要救助者を取り囲むことでタイニー・ワンダマスクを転写し、臨時隊員として一時的に参戦させることも可能である。
クライム・アタック
Xボタンを押すことで隊員を敵に突撃させて貼りつかせ、ダメージを与える。一定数貼りつかせると敵は気絶し、ライジング攻撃で打ち上げる事ができるためコンボポイントを稼ぐ際は重要なワザである。
ユナイト・モーフ
詳しくは後述。
カスタム・ブロック
プレイヤーキャラクターに「ワンダ・エナジーの回復が早くなる」「敵の攻撃をギリギリで回避すると時の流れが遅くなる」等の特殊スキルを付けることができるシステム。ブロックは基本的にはワンダフル・マートで購入することができる。隊員たちの合計レベルを上げシロガネ・ドライブを成長させることでより多くのブロックを同時につけることができるようになる。
アンリミテッド・フォーム
「シロガネ・ドライブ」の出力制限を一時的に解除し、「センチネル・スーツ」の能力を限界まで引きだすことのできる特別武装形態。ただし、長時間の使用は肉体に大きなダメージを与える上、万が一暴走してしまうと核兵器の数十倍もの爆発を起こす諸刃の剣であるため、使用するのは緊急時(ボス戦)のみに限られている。スタッフによるMiiverseへの投稿によると、ボスステージではワンダ・バッテリーを入手できずエナジーの上限を引き上げられない問題を解決するために取り入れられたシステムとのこと。

## ユナイト・モーフ
スーパーヒーローたちがそれぞれの身体をワンダ・エナジーで結合させ、巨大な拳や大剣などへ合体する必殺技。敵を倒すだけではなく、カギ開けなどの特殊工作に利用したり、梯子や橋などの建造物を形成（ユナイト・ビルド）することもできる。人数が多ければ多いほど、図形を大きく描き強力なユナイト・モーフを形成することができるため、正規隊員の合流や臨時隊員の確保が重要になってくる。また、一部のモーフを除き、対応する隊員の合計レベルが一定に達すると突進技の「スティンガー」、回転攻撃の「サイクロン」、打ち上げ技の「ライジング」を習得し、コンボを決めやすくなる。

### 基本的なユナイト・モーフ
ユナイト・ハンド
レッドなど籠手を武器とする隊員が使用できる。丸を描くことで発動する。高い破壊力と機械のような繊細さを併せ持つユナイト・モーフで、攻撃力・リーチ共にバランスがとれており使いやすく、また、取っ手の付いた物を掴んで動かしたり歯車を回す事ができる。火に強く、火炎放射を防いだり炎を纏うこともできる。状況によっては「ユナイト・パンチ」と名称される場合もある。
ユナイト・ソード
ブルーなど剣や棒状の得物を武器とする隊員が使用できる。直線を描くことで発動する。圧倒的なリーチを誇るユナイト・モーフで、ワイヤー等を切断したり敵のレーザー光線をはね返すこともでき攻守共に優れた必殺技といえる。また、巨大な鍵穴を開ける事もできる。電気に強く、避雷針として使用したり帯電させて仕掛けを動かす場面も存在する。
ユナイト・ガン
グリーンなどライフルや拳銃を武器とする隊員が使用できる。直角を描くことで発動する。威力は低いが、遠距離戦では必要不可欠であり、他の隊員を弾丸として発射するためユナイト・ガンによる攻撃はそのままクライムアタックとなる。また、銃口に様々な物体を吸着させて発射することができる。その特性上他のユナイトモーフと違い形状を保ったまま巨大化させることはできず、実際に巨大化させるとスーパースコープや自走砲など別の兵器に変化する。
ユナイト・ウィップ
ピンクなど鞭やロープを武器とする隊員が使用できる。波線を描くことで発動する。そこそこのリーチと威力を兼ね備えており、敵を打つだけでなく投げ飛ばしたりすることも可能。また、トゲに強く敵のトゲ付き装甲やトゲの付いたバリケードを引っぺがす他、フックに引っかけて振り子の要領で遠くまで行く事ができる。
ユナイト・ハンマー
イエローなどハンマーを武器とする隊員が使用できる。直線の後に丸を描くことで発動する。一撃のスキは大きくリーチも短いが、圧倒的な破壊力を持ち、その威力は他のユナイト・モーフでは破壊できない頑丈な敵の装甲を破壊できるほど。地中に埋まっているアイテムを発掘する際にも使用する。また、攻撃せずに頭上に構えている間は上空から降り注ぐミサイルなどを防御する事ができる上、その重さで水中に潜ることも可能である。
ユナイト・クロー
ホワイトなど鉤爪を武器とする隊員が使用できる。Z字を描くことで発動する。一撃の威力こそ微々たるものだが、その素早い連撃によって隙無く攻撃が出来る。冷気を帯びており、敵を凍らせることもできる。また、壁や天井を伝って移動したり、隙間を強引にこじ開けるなど戦闘外でも重宝するユナイト・モーフである。
ユナイト・ボム
ブラックなど手榴弾を武器とする隊員が使用できる。丸の後に直線を描くことで発動する。威力はほぼ無いに等しいが、特筆すべきは爆発に巻き込んだ敵や物体の時間の流れを遅くする事ができる点である。他のユナイト・モーフとの連携に役立つ必殺技である。このモーフには前述のレベルアップによる技の習得は無いが、対応するコマンドを入力すればそれぞれ投げ方が変わる（最初から習得しているとも言える）。
ユナイト・チェーン
特定のビルを登る時や通路が遮断されている個所などで直線を描くことで発動する。メインの操作キャラクター以外がチェーン、梯子、橋に合体して進行の手助けをして、渡りきった後は自動的に解除される。
ユナイト・グライダー
逆三角形を描くことで発動する。グライダーに合体して滑空飛行ができるが、攻撃能力はない。

### 特定の条件を満たすと使用可能なユナイト・モーフ
これらのユナイト・モーフは通常では特定のステージしか使用できないが、条件を満たすと常時使用可能になる。
ユナイト・ドリル
先代ワンダ・レッド、ワンダ・キャプテンが使用できる。螺旋模様を描くことで発動する。攻撃を連打することで回転し、連続でダメージを与えることができる。
ユナイト・ボウガン
イモータが使用できる。ハート模様を描くことで発動する。このモーフでとどめを刺した敵は爆発し周りにダメージを与える。
ユナイト・ゴーグル
ワンダ・ゴーグルが使用できる。無限マークを描くことで発動する。強力なビームを発射することができる。隠しキャラクターのワンダ・ディレクターも使用できるが性能と形状が異なり、こちらは隙だらけで威力も低い。
ユニファイ・ブーメラン
プリンス・ヴォークンが使用できる。直線を一度完全に止め、V字になるように描くことで発動する。一定距離進んだ後にその場に留まり、一定時間後に戻ってくる軌道をとるため、連続ダメージを与えられる。
ユニファイ・ナギナタ
チューギが使用できる。直線を描く際、一度完全に止めてからもう一度直線を描くことで発動する。ジャンプ中に攻撃を連打すると、向いている方向に対して回転させて盾として機能し、攻撃や体当たりを防ぐ。
ユナイト・ビッグ
ビッグ、キャノン、ランチャーは隠しキャラクターのポーズマンが使用できる。Bを描くことで発動する。巨大なワンダ・レッドの形に合体して、巨体を生かした格闘攻撃を行う。
ユナイト・キャノン、ユナイト・ランチャー
四角を描くことで発動する。ユナイト・ガンの強化版で、移動不可能になるが強力な砲撃を行う。ただし、これらのユナイト・モーフはワンダ・グリーンが加入しないと使用不可能。

### ワンダフル・マートで購入可能なユナイト・モーフ
ユナイト・ガッツ
プリンの形に合体し、敵の砲撃や物理攻撃を跳ね返す。一部の敵と戦うにはほぼ必須のモーフにもかかわらず、購入制にしたのは「存在を意識してもらうため」と神谷英樹は語っている。
ユナイト・スパイク
ユナイト・ガッツの強化版で、カウンター時にトゲを出してダメージを与える事ができるようになる。コンボポイントの属性はドリルになる。
ユナイト・スプリング
バネに変形し敵の攻撃をかわす。「ダッチマイン」や「ヒーロータイム」などこのモーフを拡張するカスタムブロックも多く、ユナイト・ガッツと同様必須性は高い。
ユナイト・ドリルスプリング
ユナイト・スプリングの強化版で、先端がドリルの形状になり、攻撃判定が発生するようになる。スパイクと同様コンボポイントはドリル属性である。
ユナイト・ボール
ボールに変身し素早く移動する。実は間欠泉に嵌ることで高く打ち上げられる能力があり、アイテムコンプリートには必須である。
ユナイト・スパイクボール
前述の二つと同様ユナイト・ボールの強化系で、コンボポイントもドリル属性である。
ユナイト・ロケット
ロケットに合体して上昇し、通常のジャンプでは届かない場所までいけるようになる。
ユナイト・トゥームストーン
巨大な墓石に合体し、急降下して敵を押しつぶす。コンボの締めに活用できるほか、攻撃範囲が広いため、雑魚を一掃するのにも使える。コンボ属性はハンマーに分類される。
ユナイト・キャンプ
テントに合体して体力を回復する。
ユナイト・ブレードグライダー
ユナイト・グライダーの強化版で、グライダーの帆の部分に針がつき、攻撃判定が発生するようになる。コンボ属性はソード。
ワンダフル・フォーエバー
条件を満たすと入荷される。Wを描くことで発動する。ワンダブルオーのエムブレムの形になり、超巨大なビームを照射する。コンボ属性はゴーグル。
プラチナ・フォーエバー
同じく条件を満たすと入荷される。Pを描くことで発動する。プラチナゲームズの社章の形になり、大爆発する。コンボ属性はボウガン。

## 登場キャラクター

### ワンダフル・ワンダブルオーおよび地球連合秘密防衛機構センチネルズの関係者
ワンダ・レッド（Wonder-Red）
声 - 木村良平/チャーリー・シュラッター
本名：ウィル・ウェッジウッド（Will Wedgewood）
国籍：アメリカ　支部：ブロッサムシティ
職業：小学校教師　異名：紅蓮の拳
本作の主人公。1年前に訓練を終えたばかりの新兵であるが、能力の高さを買われて本作戦の指揮官及び"ワンダフル・ワンダブルオー"のリーダーに任命される。一度聞いた人の名前を肩書まで含めて絶対に忘れない恐るべき記憶力を持ち、相対した際にも肩書から一字一句間違えずに相手の名を呼ぶ癖があり、それをブルーにツッコまれている。新兵であるもののリーダーとしての能力は全く問題無く、テストは前述の記憶力もあって全メンバー中最高の成績である他、親の仇を前にしても顔色一つ変えず任務の遂行を優先するほど。常に真面目だが真面目すぎて周りの言動に天然とも取れる反応をしたり、一方で「（今までの謝罪として）殴ってくれ」と言ったブルーを本当にユナイト・パンチでぶん殴るなど茶目っ気（？）を見せることも。また、女性への耐性もあまり無く、ビジョーヌの発言に素で反応してしまったり、イモータに対して度々赤面してしまう場面も見受けられた。使用武器は両腕に装備した"ヴォルカン・ナックルズ"。
ワンダ・フューチャー
隠しキャラクターとして加入する幼少期のウィル。
ワンダ・ブルー（Wonder-Blue）
声 - 江川大輔/ロジャー・クレイグ・スミス
本名：エリオット・フッカー（Eliot Hooker）
国籍：アメリカ　支部：ロサンゼルス
職業：刑事　異名：音速の斬撃
ヒーローとしてはワンダ・レッドの先輩にあたるワンダフル・ワン。自尊心が高く、何かにつけてカッコつける癖があるが、なぜかイマイチ決まらないこともしばしば。機械音痴であり、彼の操縦でピンチを招いたこともあれば逆に打開策を生み出したこともある。その過去から宇宙人に対して強い憎しみを抱いており、特に兄の仇であるビジョーヌを見ると周りが見えなくなり、単独で突っ走ってしまう。当初はレッドの事を新入り、教師の片手間にやっていると見下し信頼していなかったが、ネルソンから20年前の出来事と彼が教師をしている理由を聞かされ、彼が自分と違い親の仇を目の前にしても冷静だったことを思い出し改心、彼の事もリーダーとして認めるようになる。使用武器は特殊合金製大剣"ヴァリアンチウム・ブレード"。
ワンダ・グリーン（Wonder-Green）
声 - 福島央俐音/カリ・ウォールグレン
本名：ジャン＝セバスチャン・ルノー（Jean-Sébastien Renault）
国籍：フランス　支部：ボルドー
職業：中学生　異名：魔弾の射手
若年ながらその腕を見込まれてワンダフル・ワンに選ばれた射撃の達人。射撃の腕前はドーナツを食べながらKm単位で離れているドーナツの穴に弾丸を通すほど。肥満体が特徴で、任務中もジャンクフードを貪り食っている。お坊ちゃん育ちであり空気が読めず、シリアスな場面にもかかわらずギャグのような行動をとったり(なお何事も無かったかのようにそのまま続行する)、ブルーやシロガネ博士の発言や行動を貶したり、ピンクにセクハラ発言をしてキツいツッコミを受けるのがお約束と化しており、懲りないどころかピンクのオシオキに快感すら感じている。語尾に「ッチ」を付けて喋る。当初はレッドを後輩扱いし先輩風を吹かせていたが、ある一件によりレッドを人生の先輩として尊敬するようになる。ブルーとは互いにボケとツッコミを交わし合う漫才のようなやり取りをする事が多い。使用武器は連射式陽子銃"クリスティーヌ・ダーエ"。
ワンダ・ピンク（Wonder-Pink）
声 - 内山由貴/タラ・ストロング
本名：マリアナ・クレツレスコ（Mariana Kretzulesco）
国籍：ルーマニア　支部：トランシルバニア
職業：女子高生　異名：お仕置き女王
新体操のオリンピック代表に選ばれるほどの身体能力を持ったワンダフル・ワン。普段は無邪気だが、怒ると鬼の様な形相と化す。ブルーやグリーンに比べれば常識人で、彼等に対してツッコミを入れる事も多い（逆にヴォークン絡みの時はツッコまれている）。作中では主にグリーンのセクハラ発言で怒る事が多い。男を見下しているサディストだが、プリンス・ヴォークンに対しては初対面でベタ惚れしており、「ヴォーサマ」と呼んだり、「もっと殴って」と口走ることも（実際に戦闘中のやられボイスまで変化する）。一方、過去に弟を亡くしているらしく、その弟に重ねているのかルカに対してはひたすらに身を心配する意外な一面も。使用武器はベルモンド合金で編み上げた鞭"ビューティフルウィップ"。
ワンダ・イエロー（Wonder-Yellow）
声 - 本田裕之/JB・ブラン
本名：イワン・イストチニコフ（Ivan Istochnikov）
国籍：ロシア　支部：シベリア
職業：軍人　異名：激震の鉄槌
陸軍に所属し、数々の過酷な任務を遂行してきたロシアの英雄。大柄な体格とは裏腹に温厚で恥ずかしがり屋であるが、その桁外れのパワーでチームの屋台骨を支えている。一人称は「オラ」で、東北訛りで喋る。二児の父であり、休日は家族と共に過ごすことを優先している。喋る速度が遅いため、台詞の字幕表示は非常に遅い。使用武器は重金属ペタ・オモリウム製ハンマー"ペタペタ・ハンマー"。
ワンダ・ホワイト（Wonder-White）
声 - 西嶋陽一/ユーリ・ローエンタール
本名：百虎院 百恵（びゃっこいん ももえ）（Momoe Byakkoin）
国籍：日本　支部：信州
職業：和雲汰風流頭首　異名：無双の神爪
100年の歴史を持つ忍術「和雲汰風流忍道」の若き師範。「ニンジュツ・マスター」とも呼ばれている。一見すると物静かで秩序を重んじる性格で、ワンダフル・ワンダブルオー随一の常識人…かと思いきや、百にもわたる格言を口上として述べる癖があり、戦闘中にも延々と喋り続けて終わらないことも。部隊で唯一センチネルズの開発した武器ではなく、一族に代々伝わる一対の鉄爪"断天丸"と"斬地丸"を得物としている。
ワンダ・ブラック（Wonder-Black）
声 - 福島央俐音/クリス・ジマーマン
本名：クリシュナ・ラマヌジャン（Krishna Ramanujan）
国籍：インド　支部：ニューデリー
職業：大学生　異名：8bitの魔術師
知能指数300を超える超天才児。11歳にして飛び級によりアメリカの工科大学に籍を置き、機械工学の研究をしている一方で、センチネルズ中央科学研究所でも数多くの先進的科学技術を考案・実用化してきた。感情表現が少なく、作戦中も携帯ゲーム機に興じていることが多いが、ただ遊んでいるわけというでは無く、実際は思考をめぐらせ、様々な策を練っている。同年代のグリーンとは仲が良く、よくピンクにイタズラをしている。実は作中で登場する巨大ロボを操縦する場面で、実際に操縦しているのは彼である（ゲーム中ではレッドが操縦しているように見えるが、レッドには操縦の知識は無いため、実は操縦している"フリ"に合わせてブラックが動かしている）ことがMiiverseのスタッフの投稿で明らかになった。使用武器はセンチネルズの開発した武器ではなく、自身で設計した爆弾"タイム・ボム"。
ローレンス・ネルソン（Laurence Nelson）
声 - 間宮康弘/ギデオン・エメリー
センチネルズ・ブロッサムシティ支部の司令官であり、今作戦の総司令官である。どんな状況でも紅茶を片手に冷静に指示を下す。自身も20年前はワンダフル・ワンとして前線を率いていたが、現在は一線を退いている。
ワンダ・キャプテン
隠しキャラクターとして加入するネルソン。
アリス・マクレガー（Alice MacGregor）
声 - 村中知/ローラ・ベイリー
センチネルズの最新鋭戦艦「バージン・ビクトリー号」のメインオペレーター。 如何なる状況でも冷静で、ネルソンから絶対的な信頼を得ている。
ワンダ・スカーフ
隠しキャラクターとして加入するアリス。
ジェームズ・シロガネ（James Shirogane）
声 - 緒方賢一/フレッド・タタショア
センチネルズ中央科学研究所の所長。新世代エネルギー炉「シロガネ・ドライブ」の考案者であり、ワンダブルオーの戦闘服「センチネルスーツ」の開発者である。
ワンダ・グランプス
隠しキャラクターとして加入するシロガネ。
ピースター（P-Star）
シロガネ博士が開発したワンダフル・ワンダブルオーのサポートメカ。言葉を発することができないが台詞はある。語尾に「ッピ」を付ける。
その他のワンダフル・ワンダブルオー隊員達
世界各地に点在する正規隊員達。ネルソンの指示で合流しようとしたが、ゲスジャークに捕まったり、民間人に紛れ込んでしまっているため、ワンダ・ライナーで合流させる必要がある。ユナイト・モーフを担当するメインの隊員がダメージを受けてダウンしていたり、マルチ・ユナイトでメインと同じユナイト・モーフを発動した場合に限り、該当ユナイト・モーフをメインの隊員の代わりを務める。

#### その他の関係者
アーサー・ウェッジウッド（Arthur Wedgewood）
声 - 木村良平/チャーリー・シュラッター
故人。ウィルの父親であり、ネルソンの親友だった。20年前の戦いでは司令官として活躍していたが、ネルソンとウィルを救うために犠牲になった。彼の死がウィルを地球を守る戦士に変える切っ掛けとなった。
ワンダ・ダディ
隠しキャラクターとして加入するアーサー。
ワンダ・レッド（先代）（Wonder-Red(Emeritus)）
声 - 間宮康弘/ギデオン・エメリー
20年前のワンダブルオーのリーダーで、その正体はネルソン。ドリルのようなリーゼントヘアが特徴で、実際にドリルとして使用することもできた。アーサーの最期を見届け、ウィルを引き取ることになる。使用武器は「キャプテン・ドリル」で「ユナイト・ドリル」の使い手だった。あるミッション中の回想シーンでのみ操作できるが、条件を満たせば他のステージでも利用可能となる。

### ゲスシャーク星団連合無敵艦隊
戦闘歩兵 ドグー
ゲスシャーク星団連合無敵艦隊の戦闘員。人海戦術で敵を打ちのめす戦法をとる。なお、ある事をすると臨時隊員として戦力にしてしまう事ができる。
六等幹部 ランボー
声：川津泰彦/ボブ・ジョールス
オロチを駆り、ブロッサムシティの女神像を襲撃した爬虫類のような姿をしたゴロッキー族の戦士。サイコ・ソード「デクノ・ボウ」を操る。ワンダ・レッドの事を探していたらしいが、実際に対面すると「コスプレ野郎」と罵って相手にしなかった。20年前の戦いにも参加しており、その際にアーサーを殺害するも、当時のワンダ・レッド（＝ネルソン）に重傷を負わされていた。
五等幹部 ワーナ
声：浜添伸也/スティーヴン・ブルーム
ダイジャーを駆り、ストラスト・ポートの女神像を襲撃したハエのような頭部をしたゲスジャークの科学者。ハエトリグサのようなポッドに乗り込んでいる。
四等幹部 ビジョーヌ
声：林真里花/ポーラ・ティソ
オダーコを駆り、ネオ・ムーの女神像を襲撃した惑星ウーミ出身の女性幹部。水中での工作活動を得意とする。地球の警察にスパイとして潜伏していた時期があり、ブルーことエリオッドの兄を含む捜査官としての仲間を罠にはめ、壊滅させたことからブルーから強く恨まれている。レッドを「ボク」と呼んだり可愛い顔だと言って彼を赤面させた。ピンクに「オバサン」や「お化粧オバケ」と言われてキレた上に自主規制音が出るほど酷い言葉を放った（ピンクも同じ）。
三等幹部 ワルサー
声：川津泰彦/ボブ・ジョレス
ワルガグージンを駆り、オウガトーの女神像を襲撃したゴロッキー族の戦士。ランボーの兄であるが「弟はジャギンガ様への忠誠心が足りなかったから敗れた」と全く気にも留めていない。
二等幹部 ヒョーガ
ゴッカン・アイランドの女神像を襲撃したが、ワンダブルオーが到着するより前にガイゾックに敗北し、作中では墓の姿でしか登場しなかった。おまけモードのエネミーファイルによると冷酷な暗殺者であり、容姿端麗の人気者だったらしい。
最高幹部 ギーミ
声：髙階俊嗣/ボブ・ジョレス
ジャギンガの右腕を名乗る人物。
総統 ジャギンガ
声：梁田清之/スティーヴン・ブルーム
ゲスジャークの総統であり本作のラストボス。ゲスジャークの本拠地の惑星型要塞ゲスワクセーの中枢を司る、一つ目が付いた巨大な脳であり、要塞そのものがジャギンガの身体でもある。その正体は1500年後の未来にてゲスジャーク星団を武力で制圧した銀河連邦の起源である「惑星Chi-Q」こと地球を滅ぼすべく、時を越えてやってきた存在である。地球滅亡と言う使命を果たす事を何よりも優先し、最終決戦にて要塞の自爆によって地球を滅ぼそうと目論む。
最初は要塞内の攻撃システムによってワンダブルオーと戦うが、それを破壊されると今度は未来の銀河連邦の100人の尖兵が付けていたマスク（未来のワンダマスク）を装着し、機械の身体を持つ「ワンダ・ジャギンガ」と化す。ワンダブルオーとの死闘の末に倒されるが、今度は要塞そのものを人型兵器に変形させた「ジャギンガ天体殲滅機動形態」となり、プラチナ・ロボに乗り込んだワンダブルオーとの最後の戦いを繰り広げる。どれだけ技や兵器を打ち込まれても倒れず、最後は「Chi-Qバスター」という巨大エネルギー砲で地球を消滅させようとしたがワンダブルオー全員と仲間達、そしてプレイヤーの力を合わせた最強の必殺技によって逆に完全に消滅した。

### 宇宙海賊ガイゾック
地球外から来た武装集団。ユナイト・モーフと同等、もしくはそれ以上の威力を持つ「ユニファイ・モーフ」を操る。ワンダフル・ワンダブルオーとの最終決戦の際は、「テイオー・フォーム」を使用する。
『Remastered』では、プリンス・ヴォークンをメインプレイヤーキャラクターとして操作できるDLC「ザ・プリンス・ヴォークン」が配信された。
プリンス・ヴォークン(Prince Vorkken)
声：須藤翔/クィントン・フリン
彗星ルロー出身の頭首。強い戦士を見つけては屈服させ、自分の配下に入れている。ワンダ・レッドの事を気に入り、彼を屈服させるために作戦の妨害をしてくる。素で間違えているのか挑発なのかは不明だが、何度訂正されようとワンダ・レッドの名前を「ナンダ・レッド」と呼び、地球を「チンキュウ」と呼んでいた。
彗星ルローの王子であり、良き指導者でもあったのだが、ゲスジャークに故郷を滅ぼされてからはひたすら力を求めて悪事を働く宇宙海賊に成り下がってしまう。ワンダブルオーとの戦いに敗北後、自身の過ちを悟るもゲスジャークに仕込まれていた細菌兵器バイキによって命の危機に晒され、ワンダブルオーがミクロ化して体内のバイキを退治した事で一命を取り留める。その後、最終決戦にてワンダブルオーに加勢。戦いの後は償いの旅に出る事を告げ、再会を約束して初めて「ワンダ・レッド」の名を正確に呼んだ（ただし「チンキュウ」は変わらなかった）。
チューギ(Chewgi)
声：梁田清之/フレッド・タタショア
ヴォークンの右腕である参謀。惑星ブシドー出身。しかし実は他の団員共々、故郷の星をヴォークンに人質に取られた事で強制的に従わせられているに過ぎず、名前と裏腹にヴォークンへの忠誠心は全く無い。ヴォークンが敗北した際、ヴォークンが事前に故郷の星を解放していた事を知り、ヴォークンを助ける気こそ無くもワンダブルオーへ報いる為にヴォークン救出に協力。その後は故郷に帰った…と思いきや、ジャギンガとの最終決戦に駆け付け、ワンダブルオーと共に最後まで戦った。

### その他
ルカ・アラン・スミシー(Luka Alan Smithee)
声：山川朋美/デビ・デリーベリー
ワンダ・レッドことウィル・ウェッジウッドの生徒。ゲスジャーク星団どころか何故か地球を守るワンダフル・ワンダブルオーまで憎んでいる。ある事件を境にワンダフル・ワンダブルオーと行動を共にする事になる。
実は対侵略者ハイパープラズマシールド「マルガリータ」の開発者であるマルガリータ博士の息子であり、母の命を犠牲にしたとしてワンダフル・ワンダブルオー、および地球そのものを憎んでいる。終盤はワンダブルオーを裏切ってゲスジャーク側に付いてまで復讐を果たそうとした。実際には母は強制ではなく、自ら望んで犠牲になっており、レッドによって母の真意を聞かされたことで改心。以降は起動したプラチナ・ロボに搭乗し、ワンダブルオーと共に地球を守る為に奮闘する。
ジャギンガとの最終決戦後を描いたエピローグでは、101人目のワンダフル・ワンであるワンダ・ゴーグルとして活躍し、ゲスジャークの残党退治を行っている。それに伴い、ワンダフル・ワンダブルオーはワンダフル・ワンオーワンへと名を変えた。
2023年5月に配信したDLC「The Wonderful One： After School Hero」は、ジャギンガとの最終決戦後からエピローグの間を描いたエピソードとなっている。
イモータ(Immorta)
声：品田美穂/ステファニー・ルムラン
銀河連邦警察を名乗り、ワンダフル・ワンダブルオーの前に現れる謎の女。ゲスジャーク星団にたった一人で立ち向かっている。その正体は彗星ルローの生き残りであり、ヴォークンの実の妹。兄の凶行を止める為に戦っており、ワンダブルオーを時折手助けしたり助言を送るなどしていたが、ブルーに日和見主義と罵られた事で、以降は能動的に動き、直接ワンダブルオーに協力するようになる。